# (177120) Ocampo Uría
(177120) Ocampo Uría est un astéroïde de la ceinture principale.

## Description
(177120) Ocampo Uría est un astéroïde de la ceinture principale. Il fut découvert le 1er avril 2003 à Kitt Peak par Marc William Buie. Il présente une orbite caractérisée par un demi-grand axe de 3,02 UA, une excentricité de 0,02 et une inclinaison de 1,8° par rapport à l'écliptique.

## Étymologie
Cet astéroïde est nommée en l'honneur de Adriana Christian Ocampo Uría (1955-).